# Einschränkung
In der Mathematik wird der Begriff Einschränkung (auch Restriktion) meist für die Verkleinerung des Definitionsbereichs einer Funktion verwendet.
Auch für Relationen ist es möglich, die Einschränkung auf eine Teilmenge der Grundmenge zu betrachten.
Gelegentlich wird in mathematischen Beweisen die Formulierung „ohne Beschränkung der Allgemeinheit“ (o. B. d. A.) benutzt. Diese hat mit den hier erläuterten mathematischen Begriffen nichts zu tun.

## Einschränkung einer Funktion

### Definition
Ist {\displaystyle f\colon A\to B} eine beliebige Funktion und {\displaystyle X\subseteq A} eine Teilmenge der Definitionsmenge {\displaystyle A}, dann versteht man unter der Einschränkung (oder Restriktion) {\displaystyle f|_{X}} von {\displaystyle f} auf {\displaystyle X} diejenige Funktion {\displaystyle g\colon X\to B}, deren Werte auf {\displaystyle X} mit den Werten von {\displaystyle f} übereinstimmen. Fasst man die Funktion {\displaystyle f} als rechtseindeutige, linkstotale Relation auf, dann reproduziert diese Definition die der Vorbeschränkung {\displaystyle \upharpoonleft }. Mit Hilfe der Inklusionsabbildung {\displaystyle i\colon X\to A,\,x\mapsto x} lässt sich die Einschränkung kurz als Verkettung von Funktionen schreiben:
{\displaystyle f|_{X}:=f\circ i}
In der Situation {\displaystyle g=f|_{X}} nennt man {\displaystyle f} auch eine Fortsetzung von {\displaystyle g}. Ein Beispiel hierfür ist die stetige Fortsetzung.

### Beispiel
{\displaystyle \mathbb {R} } sei die Menge der reellen Zahlen und {\displaystyle f\colon \mathbb {R} \to \mathbb {R} } mit {\displaystyle f(x)=x^{2}} die Quadratfunktion. {\displaystyle f} ist nicht injektiv, die Einschränkung {\displaystyle f|_{S}} auf das Intervall {\displaystyle S:=[0,\infty )} der nichtnegativen reellen Zahlen hingegen schon. Wenn man auch noch die Zielmenge {\displaystyle \mathbb {R} } auf die Bildmenge {\displaystyle f(S)=S} einschränkt, erhält man die bijektive Quadratfunktion {\displaystyle g\colon S\to S} mit {\displaystyle g(x)=x^{2}}, die also eine Umkehrfunktion hat, nämlich die Quadratwurzelfunktion.

### Verträglichkeitsregeln
Die Vereinigung der (Graphen der) Einschränkungen einer Funktion {\displaystyle f} auf eine Menge {\displaystyle X_{1}} und eine Menge {\displaystyle X_{2}} ist gleich der Einschränkung auf die Vereinigung dieser beiden Mengen. Gleiches gilt für den Schnitt:
{\displaystyle f|_{X_{1}}\cup \;f|_{X_{2}}=f|_{X_{1}\cup X_{2}}}
{\displaystyle f|_{X_{1}}\cap \;f|_{X_{2}}=f|_{X_{1}\cap X_{2}}}
Analoges gilt für andere Mengenoperationen, auch für unendliche Vereinigung und Schnitt.
Daraus folgt: Sind die beiden Mengen {\displaystyle X_{1}} und {\displaystyle X_{2}} disjunkt, so sind es auch die (Graphen der) eingeschränkten Funktionen {\displaystyle f|_{X_{1}}} und {\displaystyle f|_{X_{2}}}.

## Einschränkung einer Relation

### Zweistellige Relationen
Sei {\displaystyle R\subseteq A\times B} eine zweistellige Relation aus dem Vorbereich {\displaystyle A} in den Nachbereich {\displaystyle B} und seien {\displaystyle X,Y} Mengen, dann heißt
{\displaystyle R\upharpoonleft X\equiv R|X:=R\cap (X\times Wb(R))=\{(a,b)\in R\mid a\in X\}}
die Vorbeschränkung von {\displaystyle R} in {\displaystyle X} und
{\displaystyle R\upharpoonright Y:=R\cap (Db(R)\times Y)=\{(a,b)\in R\mid b\in Y\}}
die Nachbeschränkung von {\displaystyle R} in {\displaystyle Y}. In der Praxis wird dabei meist {\displaystyle X\subseteq A} und {\displaystyle Y\subseteq B} gelten, obwohl das keine Voraussetzung sein muss.
Legt man die alternative ausführliche Definition von Relationen {\displaystyle R=(G_{R},A,B)} mit {\displaystyle G_{R}\equiv } {\displaystyle \operatorname {Graph} (R)} {\displaystyle \subseteq A\times B} zugrunde, dann stellt sich die Vorbeschränkung von {\displaystyle R} auf eine Menge {\displaystyle X} dar als
{\displaystyle R\upharpoonleft X\equiv R|X:=(G_{R}\cap (X\times Wb(R)),A\cap X,B)}
und die Nachbeschränkung auf eine Menge {\displaystyle Y} als
{\displaystyle R\upharpoonright Y:=(G_{R}\cap (Db(R)\times Y),A,B\cap Y)}.
Solange die Definitions- bzw. Wertebereiche nicht eingeschränkt werden ({\displaystyle X\supseteq Db(R)} bzw. {\displaystyle Y\supseteq Wb(R)}), sind die Vor- bzw. Nachbeschränkungen im Wesentlichen gleich der ursprünglichen Relation (insbesondere im Fall der Gleichheit {\displaystyle X=Db(R),Y=Wb(R)}).

### Homogene zweistellige Relationen
Bei homogenen zweistelligen Relationen {\displaystyle R} auf der Menge {\displaystyle A} (d. h. {\displaystyle R\subseteq A\times A}) spricht man von einer totalen Einschränkung (oder einfach Einschränkung), wenn diese Relation gleichzeitig in dieselbe Menge vor- und nachbeschränkt wird:
{\displaystyle R\uparrow X\equiv R||X:=R\upharpoonleft X\upharpoonright X=R\cap (X\times X)=\{(a,b)\in R\mid a\in X\land b\in X\}}
Auf die Reihenfolge, in der Vor- und Nachbeschränkung angewendet werden, kommt es nicht an.

Insbesondere gilt: Ist {\displaystyle R} eine homogene zweistellige Relation auf der Menge {\displaystyle A} und {\displaystyle X} eine Teilmenge von {\displaystyle A,} dann ist die Relation {\displaystyle S} auf {\displaystyle X} die Einschränkung von {\displaystyle R} auf {\displaystyle X,} wenn für alle {\displaystyle a} und {\displaystyle b} aus {\displaystyle X} gilt:
{\displaystyle a\;S\;b\Leftrightarrow a\;R\;b}.

### n-stellige Relationen
Prinzipiell lässt sich die obige Definition auf beliebige {\displaystyle n}-stellige Relationen erweitern. Für eine {\displaystyle n}-stellige homogene Relationen {\displaystyle R} auf einer Menge {\displaystyle A} (d. h. {\displaystyle R\subseteq A^{n}}) ist die (totale) Einschränkung gegeben durch
{\displaystyle R\uparrow X:=R\cap X^{n}}
Insbesondere gilt analog zu Obigem: Sind {\displaystyle R} eine homogene {\displaystyle n}-stellige Relation auf einer Menge {\displaystyle A} (d. h. {\displaystyle R\subseteq A^{n}}) und {\displaystyle X} eine Teilmenge von {\displaystyle A}, dann ist die {\displaystyle n}-stellige Relation {\displaystyle S} auf {\displaystyle X} die Einschränkung von {\displaystyle R} auf {\displaystyle X,} wenn für alle {\displaystyle n}-gliedrigen Sequenzen {\displaystyle a_{1},\dotsc ,a_{n}} aus {\displaystyle X} gilt:
{\displaystyle (a_{1},\dotsc ,a_{n})\in S\Leftrightarrow (a_{1},\dotsc ,a_{n})\in R}

### Beispiel
Die Kleiner-Relation auf der Menge der ganzen Zahlen ist eine Einschränkung der Kleiner-Relation auf der Menge der rationalen Zahlen.

## Einschränkung einer Darstellung
Eine lineare Darstellung einer Gruppe {\displaystyle G} auf einem Vektorraum {\displaystyle V} ist ein Homomorphismus {\displaystyle \rho } von {\displaystyle G} in die allgemeine lineare Gruppe {\displaystyle \operatorname {GL} (V)}. Unter einer Einschränkung können zwei verschiedene Konstruktionen verstanden werden.
- Falls {\displaystyle U\subset V} ein invarianter Unterraum ist, dann erhält man eine eingeschränkte Darstellung {\displaystyle G\to GL(U)}.
- Falls {\displaystyle H\subset G} eine Untergruppe ist, dann ist {\displaystyle \rho |_{H}} eine Darstellung von {\displaystyle H}, die mit {\displaystyle \operatorname {Res} _{H}^{G}(\rho )} (für Restriktion) bezeichnet wird. Falls keine Verwechslungsgefahr besteht, schreibt man auch nur {\displaystyle \operatorname {Res} (\rho )} oder auch kurz {\displaystyle \operatorname {Res} \rho .} Man verwendet auch die Schreibweise {\displaystyle \operatorname {Res} _{H}(V)} bzw. {\displaystyle \operatorname {Res} (V)} für die Einschränkung einer Darstellung (auf) {\displaystyle V} von {\displaystyle G} auf {\displaystyle H.}